# DJK St. Michael Marpingen
Der DJK St. Michael Marpingen ist ein deutscher Sportverein aus dem saarländischen Marpingen. Die Abkürzung DJK steht für Deutsche Jugendkraft, siehe DJK-Sportverband.
Überregional bekannt ist er vor allem durch die Handballmannschaft der Frauen. Diese spielte von 1987 bis 1990 in der 2. Handball-Bundesliga. Obwohl sportlich nicht abgestiegen, trat der Verein damals aus finanziellen Gründen den Rückzug an.
Zur Saison 2007/08 stiegen die „Marpinger Moskitos“ als Vizemeister der Regionalliga Südwest erneut in die 2. Bundesliga Süd auf, da der Meister SV Reichensachsen verzichtete. Allerdings stieg die Mannschaft 2007/08 mit nur einem Pluspunkt gleich wieder in die Regionalliga ab. 2010 musste man den Weg in die Oberliga antreten, da man sich nicht für die neugegründete 3. Liga qualifizieren konnte.

## HSG DJK Marpingen – SC Alsweiler
Seit 2010 bildet man mit dem SC Alsweiler eine Handballspielgemeinschaft. Der HSG gelang der 3.-Ligaaufstieg zur  Saison 2019/20 mit dem Trainer Jürgen Hartz. Nach zwei Spielzeiten musste man wieder in die Oberliga absteigen. 2023 kehrte die Frauenmannschaft in die 3. Liga zurück.

## Erfolge
- Aufstieg in die 2. Bundesliga (Frauen) 1987, 2007
- Meister Regionalliga Süd/West (Frauen) 1987 (3. Liga)
- Vizemeister Regionalliga Süd/West (Frauen) 2007 (3. Liga)
- 2023 – Aufstieg in die 3. Liga (Frauen)
- 2023 – Meister Oberliga RPS (Frauen)
- 1981 – Deutscher weiblicher B-Jugend Meister
- 2019 – DHB-Pokal-Achtelfinale